# Starr Struck: Best of Ringo Starr, Vol. 2
Starr Struck: Best of Ringo Starr, Vol. 2 es el segundo álbum recopilatorio del músico británico Ringo Starr, publicado por la compañía discográfica Rhino en febrero de 1989.
Siguiendo la misma fórmula que su primer recopilatorio, Blast from Your Past, Starr Struck: Best of Ringo, Vol. 2 recoge los mayores éxitos de la carrera en solitario de Starr entre la publicación en 1976 de Ringo's Rotogravure y de Old Wave en 1983, incluyendo canciones publicadas con sellos como Polydor, Atlantic, RCA y Portrait Records.
Starr Struck: Best of Ringo, Vol. 2 fue publicado exclusivamente en los Estados Unidos. Consecuentemente, supuso la introducción por primera vez de cuatro canciones publicadas en el álbum de 1983 Old Wave, que no había sido editado en los Estados Unidos. A pesar de ello, el álbum no entró en las listas de discos más vendidos y su manufacturación fue cancelada en la década de 1990. 

## Lista de canciones
| Cara A |                                    |                                                  |          |  |
| N.º    | Título                             | Escritor(es)                                     | Duración |  |
| 1.     | «Wrack My Brain»                   | George Harrison                                  | 2:21     |  |
| 2.     | «In My Car»                        | Richard Starkey, Joe Walsh, Mo Foster, Kim Goody | 3:14     |  |
| 3.     | «Cookin' (In The Kitchen Of Love)» | John Lennon                                      | 3:42     |  |
| 4.     | «I Keep Forgettin'»                | Jerry Leiber, Mike Stoller                       | 4:20     |  |
| 5.     | «Hard Times»                       | Peter Skellern                                   | 3:33     |  |
| 6.     | «Hey! Baby»                        | Margaret Cobb, Bruce Channel                     | 3:12     |  |
| 7.     | «Attention»                        | Paul McCartney                                   | 3:21     |  |
| 8.     | «A Dose of Rock 'n' Roll»          | Carl Grossman                                    | 3:26     |  |

| Cara B |                                   |                                                 |          |  |
| N.º    | Título                            | Escritor(es)                                    | Duración |  |
| 9.     | «Who Needs A Heart»               | Richard Starkey, Vini Poncia                    | 3:49     |  |
| 10.    | «Private Property»                | Paul McCartney                                  | 2:43     |  |
| 11.    | «Can She Do It Like She Dances»   | Steve Duboff, Gerry Robinson                    | 3:13     |  |
| 12.    | «Heart On My Sleeve»              | Benny Gallagher, Graham Lyle                    | 3:22     |  |
| 13.    | «Sure To Fall (In Love With You)» | Carl Perkins, Quinton Claunch, William Cantrell | 3:44     |  |
| 14.    | «Hopeless»                        | Richard Starkey, Joe Walsh                      | 3:19     |  |
| 15.    | «You Belong To Me»                | Pee Wee King, Redd Stewart, Chilton Price       | 2:10     |  |
| 16.    | «She's About A Mover»             | Doug Sahm                                       | 3:54     |  |